# 주손지
주손지(中尊寺, ちゅうそんじ)는 일본 이와테 현(岩手県) 西磐井郡 히라이즈미정(平泉町)에 있는 천태종(天台宗) 도호쿠 대본산(東北大本山) 사찰이다. 오슈(奥州) 33관음(観音)성지의 하나로써도 유명하다. 산호(山号)는 간잔(関山, かんざん)으로, 본존은 아미타여래(阿弥陀如来)이다.
사찰의 전승에 따르면 엔닌(円仁)이 처음 이 절을 열었다고 전하고 있으나, 실질적으로 절을 일으킨 것은 12세기 오슈의 대호족 후지와라노 기요히라(藤原清衡)였다. 이후 오슈 후지와라 씨(奥州藤原氏) 3대에 걸치는 대가람으로써 이름을 떨쳤고, 일본 헤이안 시대(平安時代)의 미술、 공예、 건축의 정수를 모았다고 평가받는 곤지키도(金色堂)를 비롯하여 많은 문화재가 남아 있다.
사찰 경내는 「주손지 경내」로써 일본의 국가특별사적으로 지정되어 있다. 2011년 6월 26일에는 「히라이즈미 ― 불국토(정토)를 구현한 건축 ・ 정원 및 고고학적 유적들 ―」이라는 이름의 구성자산 가운데 하나로써 세계문화유산으로 등재되었다.
히라이즈미 모쓰지(平泉毛越寺)、 마쓰시마 즈이간지(松島瑞巌寺)、 야마가타 릿샤쿠지(山形立石寺)와 함께 「시지카이로」(四寺廻廊)로써 순례 코스를 구성하고 있다.

## 역사

### 초창(草創)에 대한 전승
사찰에 전해지는 전승에 따르면 가조(嘉祥) 3년(850년)에 지카쿠대사(慈覚大師) 엔닌이 처음 열었다는 간잔 고다이슈인(関山弘台寿院)을 시초로 하는데, 조간(貞観) 원년(859년)에 세이와 천황(清和天皇)으로부터 「주손지」라는 이름이 사액되었다고 한다. 그러나 엔닌이 이 절을 처음 세웠다는 것에 대해서는 확실한 사료나 발굴 조사 결과가 희박하며, 실질적인 절의 건립은 12세기 초에 오슈 후지와라 씨의 초대 당주였던 후지와라노 기요히라가 석가여래(釈迦如来)와 다보여래(多宝如来)를 안치하고 「다호지」(多寶寺)를 세운 것이 주손시 건립의 시초로 여겨진다.

### 후지와라노 기요히라, 그리고 주손지
오슈 후지와라 씨의 초대 당주였던 기요히라는 전9년의 역(前九年の役)의 와중이었던 덴기(天喜) 4년(1056년)에 태어났다. 일곱 살 때 그의 아버지 쓰네키요(経清)가 아베 씨(安倍氏) 편에 가담했다는 이유로 참살되고, 아베 씨의 딸이었던 기요히라의 어머니는 남편이 죽고 친정이 멸망해 친정의 적대관계였던 기요하라(清原) 집안의 기요하라노 다케사다(清原武貞)와 재혼하였고, 기요히라도 다케사다의 양자가 되어 「기요하라」 성을 쓰게 되었다.
기요히라의 형제로는 의붓형 사네히라(真衡)와 이부(異父) 동생 이에히라(家衡)가 있었다. 이들 형제의 대립은 사네히라의 사후 그가 지배하던 오슈 오쿠 6군(奥六郡)의 지배권을 놓고 불거져, 오쿠 6군의 분배에 대해 불만을 품은 이에히라가 기요히라를 먼저 공격해 그의 처자를 모조리 죽였다. 기요히라는 앞서 전9년의 역에서 아버지 쓰네키요를 죽인 미나모토노 요리요시의 아들로써 이에히라와의 사이를 중재해 오쿠 6군을 분배했던 장본인이기도 한 미나모토로 요시이에(源義家)의 협력을 얻어 싸움에서 승리하고, 기요하라 씨를 멸망시켰다. 이러한 일련의 내분을 「후3년의 역」이라 부른다. 이 싸움에서 기요히라는 자신의 처자를 이부동생 이에히라에게 잃은데 이어 이에히라 역시 처형당했다. 후지와라노 쓰네키요의 아들, 아베 씨의 외손이자 기요하라 씨의 양자로써 기요히라는 지금의 일본 이와테 현에 해당하는 오슈 오쿠 6군을 모두 손에 넣었고, 아버지의 성을 따라 「후지와라」 성을 회복해 「후지와라노 기요히라」를 칭하였다. 간지(寛治) 3년(1089년)에 무쓰 압령사(陸奥押領使)가 된 기요히라는 가호(嘉保) 4년(1094년) 무렵 자신의 거처를 에사시 군(江刺郡) 도요타노타치(豊田館, 지금의 오슈 시)에서 주손지가 있는 히라이즈미로 옮겼다.
후지와라노 기요히라의 개인적 인생은 일찍 아버지나 처자를 잃고 형제 ・ 친족끼리 서로 싸우고 죽이는 비극투성이 전반부였고, 피붙이가 죽어나가는 것을 자신의 눈으로 모두 지켜보았다. 장년 이후 기요히라가 히라이즈미 땅에 수도의 것에 뒤지지 않을 사찰을 짓는데는 그의 막대한 경제력에 힘입은 것이었지만, 피 튀기는 싸움으로 얼룩진 기요히라 자신의 전반생을 돌아보며 전몰자의 명복을 빌고 사찰 건립과 불상 제작, 불경 사경의 공덕보다는 자신의 극락왕생을 기원하는데 있었다고 추정되고 있다.
기요히라가 히라이즈미 주손지의 중흥(사실상의 창건)에 착수한 것은 조지(長治) 2년(1105년), 그의 나이 50세 되던 때였다. 이때 건립된 절집은 「사이초인」(最初院) 또는 「다호지」로 불리며, 법화경(法華経)「견보탑품」(見寶塔品)에 나오는 다보여래와 석가여래를 본존으로 한다는 것이었지만, 그 건축 양식 등의 상세한 것은 확인되지 않고 있다.
현존하는 곤지키도의 상량(上棟)은 서까래에 적힌 묵서명에 따라 덴지(天治) 원년(1124년)으로 판명되었다. 이 곤지키도는 기요히라가 자신의 묘당(廟堂)으로 쓰고자 세운 것으로 내부의 수미단(須弥壇) 안에는 기요히라와 그의 아들, 손자에 이르는 3대의 유해가 미라로써 안치되어 있다.
히라이즈미는 오슈 후지와라 씨의 4대 100여 년에 걸치는 지배 아래서 헤이안 왕조풍의 화려한 문화를 꽃피웠고, 기요히라 사후 아들 모토히라 부처(夫妻)도 모쓰지(毛越寺)와 관자재왕원(観自在王院)을 세웠고, 손자 히데히라는 무료코인(無量光院)을 세웠다고 전하나, 당시의 모습대로 현대까지 전해지는 것은 주손지 곤지키도와 모쓰지의 정원, 감지금은자경(紺紙金銀字経) 등의 유물 뿐이다.

### 낙경공양원문(落慶供養願文)
주손지와 관련한 중요사료 가운데 하나로써 「주손지낙경공양원문」(中尊寺落慶供養願文)이라 불리는 문서가 있다. 이는 후지와라노 기요히라가 덴지 3년(1126년) 3월 24일자로 진호국가(鎮護国家)를 위해 대가람 하나를 지어바쳤다는 취지로써 그 절의 개요를 적은 것이다. 원문은 전하지 않고 현존하는 것은 겐엔(延元) 원년(1336년) 무렵에 기타바타케 아키이에(北畠顕家)가 필사한 것과 가레키(嘉暦) 4년(1329년)에 후지와라노 스케카타(藤原輔方)가 필사한 사본이 있다. 통설에서는 이 공양원문은 주손지에 대한 것으로 알려져 있었으나, 발원문에서 「주손지」라는 이름이 쓰이지 않는다는 점, 문서에 열거된 「3간 4면의 노송나무껍질 기와를 얹은 절집」 등 건축 흔적이 현존하는 주손지 경내에서는 찾아볼 수 없다는 점, 발원문에서 나오는 건물、다리、연못들이 오히려 주손지보다는 옛 모쓰지에 더 가깝다는 점을 들어 이 공양원문은 모쓰지 건립공양에 관한 문서라는 설이 나카가와 세이부(中川成夫)에 의해 제창되었다. 또한 이 문서는 덴지 3년 3월 24일자로 되어 있으나, 덴지 연호는 1월 22일에 다이지(大治)로 바뀌었으므로, 이 공양원문은 연호를 바꾸기 전에 쓰여진 초안으로 추정되고 있다.

### 절의 이름
「주손지」(中尊寺)라는 절의 이름은 덴지 3년(1126년)의 경장문서(経蔵文書)에서 처음 보이는데, 문서 자체에 대해서는 이견이 있다. 때문에 확실한 자료로써는 헤이안 시의 가인(歌人)으로써도 유명한 사이교(西行)가 고지(康治) 연간(1142년 - 1144년)에 이 땅을 돌아보고 읊은 와카가 실린 《이본산가집》(異本山家集)에서 처음 등장하고 있다고 본다.
「주손」이라는 이름은 「오슈의 중심에 안치한다」는 뜻으로 해석된다. 주손지의 간쥬(貫主)를 지냈던 다다 아쓰타카(多田厚隆)는 「주손」이라는 단어는 《법화경》 「서품」에 나오는 「인중존」(人中尊)에서 유래한다고 설명하였다. 그러나 「사람 가운데서 존귀하다」는 의미의 말에서 「사람」을 빼버리면 의미를 찾을 수 없다며 이에 반대하는 의견도 있다.

### 중세 이후의 주손지
분지(文治) 5년(1189년), 오슈 후지와라 씨가 멸망한 뒤에도 주손지는 「도바 법황(鳥羽法皇)이 발원한 절」로써 미나모토노 요리토모(源頼朝)의 보호를 받아 남을 수 있었다. 《아즈마카가미》(吾妻鏡)에 당시의 주손지에서 요리토모에게 제출한 사탑이하주문(寺塔已下注文)이라는 문서를 인용하고 있는데 당시까지 남아있던 주손지의 전각들을 적어 최고 권력자(미나모토노 요리토모)에게 제출한 것으로 당시 주손지의 실상을 알 수 있는 사료로써 신빙성이 높다. 이에 따르면 당시 주손지는 곤지키도 외에 석가여래 ・ 다보여래를 안치한 「다호지」, 석가여래상 백 분을 모신 「샤카도」(釋迦堂), 양계만다라(両界曼荼羅)의 여러 부처의 목상을 모신 「요카이도」(兩堂), 높이 3장의 아미타불과 장륙구체아미타불을 모신 「닛카이다이도」(二階大堂, 대장수원大長寿院) 등이 있었다고 적고 있다. 쇼엔(承元) 4년(1210년) 5월에 요리토모가 후지와라노 모토히라 때에 지었던 모습대로 히라이즈미의 사찰들을 다시 일으키라는 명령을 내렸음에도 불구하고 이후 절들은 황폐해져 버렸고, 주손지의 승려들이 막부에 요청하여 오에노 히로모토(大江広元)가 부교(奉行)로써 원래 받던 연공을 주손지에 보내라고, 절의 영지를 맡고 있던 지토(地頭)에게 명을 내렸다고 한다.
주손지는 겐무(建武) 4년(1337년)에 큰 화재로 곤지키도를 제외한 대부분의 전각이 불타버렸다. 에도 시대(江戸時代)에 주손지는 센다이 번(仙台藩)의 영내에 들었고, 다테 씨(伊達氏)의 비호를 받아 절간의 보수와 건립이 이루어졌다. 조오(承応) 3년(1654년)부터는 센다이 센가쿠인(仙岳院)이 벳토지(別当寺)가 되었다. 간분(寛文) 5년(1665년)에는 에도 간에이지(寛永寺)의 말사가 되었는데, 겐로쿠(元禄) 2년(1689년)에 《오쿠노 호소미치》(奥の細道)라는 기행문으로 유명한 마쓰오 바쇼(松尾芭蕉)가 절을 방문했을 때는 이미 주손지가 거의 황폐화되어 있었기 때문에 이를 한탄했다는 일화가 있다.
1909년(메이지 42년)에 본당이 재건되었다. 1950년에는 곤지키도 수미단에 8백 년 가까이 안치되었던 오슈 후지와라 씨 당주들의 유해에 대한 학술조사가 이루어졌고 그 결과 중앙단에 기요히라, 오른쪽(부처의 왼쪽)에 2대 모토히라, 왼쪽(부처의 오른쪽)에 3대 히데히라의 유체가 안치되었고, 오른쪽 단에 4대(마지막) 당주 야스히라의 목이 안치되어 있음이 판명되었다. 1958년 주손지는 천태종 도호쿠 대본산(天台宗東北大本山)이라는 칭호를 받고, 일본 천태종의 총본산인 교토 엔랴쿠지(延暦寺)로부터 불멸의 법등(不滅の法灯)을 나눠받았다. 1962년부터 곤지키도의 해체 수리가 이루어졌고, 6년 뒤에는 창건 당시의 빛나는 모습으로 돌아왔다.
현재는 야스히라의 목을 담았던 함에서 발견된 연꽃 종자에서 발아시킨 연꽃이 1998년에 「주손지 연꽃」으로써 주손지 경내에 심어졌다(꽃잎은 다른 연꽃보다 작고 가늘며 얇다는 특징이 있다).

## 같이 보기
- 오슈 후지와라 씨
- 일본의 불교
- 히라이즈미